# George Howard Williams

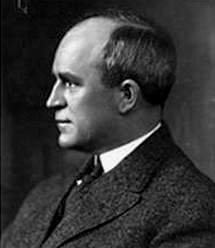
George Howard Williams

George Howard Williams (* 1. Dezember 1871 in California, Moniteau County, Missouri; † 25. November 1963 in Sarasota, Florida) war ein US-amerikanischer Politiker (Republikanische Partei), der den Bundesstaat Missouri im US-Senat vertrat.
George Williams besuchte die öffentlichen Schulen und zur Vorbereitung auf das Studium das Drury College in Springfield. Er graduierte 1894 in Princeton und 1897 an der Law School der Washington University, woraufhin er in die Anwaltskammer aufgenommen wurde und in St. Louis zu praktizieren begann.
Von 1906 bis 1912 war Williams Richter am Kreisgericht von St. Louis. 1922 und 1923 fungierte er als Delegierter zum Verfassungskonvent von Missouri. Nach dem Tod von US-Senator Selden P. Spencer wurde Williams zu dessen Nachfolger im Kongress berufen. Er nahm seinen Platz am 25. Mai 1925 ein und musste den Senat am 5. Dezember 1926 wieder verlassen, nachdem er sich bei einer Nachwahl vergeblich um den Sitz bemüht hatte. Während seiner Zeit in Washington war er Vorsitzender des Committee to Audit and Control the Contingent Expenses.
Nach dem Ende seiner politischen Laufbahn arbeitete George Williams wieder als Anwalt in St. Louis, bis er 1943 in den Ruhestand ging. Er zog nach Sarasota in Florida um, wo er 1963 starb.